# Leptopelis natalensis
Leptopelis natalensis es una especie de anfibios de la familia Arthroleptidae.
Es endémica de la mitad este de Sudáfrica.
Su hábitat natural incluye bosques templados, zonas arbustivas templadas, pantanos, marismas de agua fresca y jardines rurales.
Está amenazada por la pérdida de su hábitat natural.